# Jack D. Foner
Jack Donald Foner (14 décembre 1910 - 10 décembre 1999) est un historien américain surtout connu pour son travail sur le mouvement ouvrier et la lutte pour les droits civiques afro-américains. Professeur d'histoire américaine titulaire d'un doctorat de l'Université Columbia, il met en place l'un des premiers programmes d'études noires aux États-Unis au Colby College.
Il est licencié de son poste au City College de New York et mis sur liste noire dans le milieu universitaire des années 1940 à une grande partie des années 1960 après avoir fait l'objet d'une enquête en 1941 par un comité législatif de l'État de New York pour son ancienne appartenance présumée au Parti communiste, sur laquelle qu'il refuse officiellement de s'exprimer. En 1979, le Conseil de l'éducation de l'État de New York présente officiellement ses excuses à Foner et aux autres enseignants et membres du personnel qui ont été licenciés et dont la vie a été perturbée par les activités du comité Rapp-Coudert, qu'il a décrit comme ayant violé de manière flagrante la Liberté académique. Il est le frère jumeau de l'historien Philip S. Foner (en) et le père de l'historien Eric Foner.

## Jeunesse et éducation
Jack Foner est né à Williamsburg, Brooklyn, en 1910 de parents juifs qui ont émigré de l'empire russe. Il est l'un des quatre frères : son frère jumeau, Philip Foner, est plus tard un historien marxiste du travail et un militant politique, tandis que leurs jeunes frères Henry Foner et Moe Foner sont tous deux des permanents syndicaux. Jack Foner fréquente l'Eastern District High School et est diplômé du City College de New York en 1929. Lui et Philip étudient tous deux avec l'historien Allan Nevins. Foner obtient une maîtrise en 1933 et un doctorat en 1967 en histoire américaine, tous deux de l'Université Columbia.

## Carrière
Jack Foner enseigne l'histoire en 1935 au Baruch College (alors appelé la branche du centre-ville du City College de New York). Il soutient activement la République espagnole contre le fascisme et défend les droits des Afro-Américains.
En 1941, Foner est contraint de quitter son poste d'enseignant, avec 60 autres membres du corps professoral, à la suite d'une enquête sur les influences communistes présumées dans l'enseignement supérieur par le comité anticommuniste Rapp-Coudert de la législature de l'État de New York. Il est officiellement connu sous le nom de "Comité législatif mixte chargé d'enquêter sur le système éducatif de l'État de New York". L'une des plaintes contre Jack Foner porte sur le fait que son enseignement accorde une attention excessive au rôle des Afro-Américains dans l'histoire. Il témoigne devant la commission et est mis sur liste noire, ce qui signifie qu'il est privé d'emploi universitaire pendant près de trois décennies.
En 1979, le Conseil de l'enseignement supérieur de l'État de New York présente ses excuses à Foner et à d'autres personnes qui ont fait l'objet d'une enquête et ont perdu leur emploi en raison des activités du comité Rapp-Coudert. Il décrit les événements de 1941 comme "une violation flagrante de la liberté académique ".
En 1993, Foner déclare au magazine Colby qu'il considère l'épisode comme une «expérience honorable». Il déclare qu'"il n'y a vraiment aucune preuve à l'appui", faisant référence à son licenciement et à sa mise sur liste noire.
De 1942 à 1945, pendant la Seconde Guerre mondiale, Foner sert dans l'armée américaine. En raison de son âge, il est en poste aux États-Unis. Ses missions restent subalternes.
Après la guerre, Foner nourrit sa famille en faisant des conférences indépendantes. Lui et ses trois frères ont également un groupe de musique swing, dans lequel il joue de la batterie, connu sous le nom de "Foner Orchestra". Le groupe joue dans des stations balnéaires des Catskills. Foner travaille également avec Paul Robeson et Harry Belafonte, et maintient une amitié avec W. E. B. Du Bois, qui ont tous également souffert de la liste noire.
Il est embauché au Colby College à Waterville, Maine, au printemps 1969 pour enseigner l'histoire. Il y enseigne de 1969 à 1976, établissant l'un des premiers programmes d'études noires du pays. Après avoir pris sa retraite de Colby, il revient en tant que chercheur invité en 1983 et 1985.
Son livre le plus connu est Blacks and the Military in American History (1974).
Foner est décédé à Manhattan le 10 décembre 1999, quatre jours avant son 89e anniversaire.

## Vie privée
Foner et sa femme, Liza, sont mariés pendant 57 ans et vivaient principalement à New York. Ils ont deux enfants, Eric Foner et Thomas Foner. Eric Foner est un historien reconnu pour son travail sur la guerre civile, la reconstruction et l'histoire afro-américaine et est professeur d'histoire à l'Université de Columbia. Thomas est décédé en 1999, la même année que son père.